# Justin Chambers
Justin Chambers (Springfield, Ohio, 11 de julio de 1970) es un actor y modelo estadounidense de ascendencia irlandesa y alemana. Tuvo 5 hijos con la exmodelo Keisha y es reconocido internacionalmente por su papel de Alex Karev en la serie de televisión de la ABC, Grey's Anatomy, y por su rol como Marlon Brando en la serie The Offer de Paramount+

## Biografía
Chambers nació en Springfield, Ohio, es hijo de Pam y John Chambers. Es gemelo de un varón llamado Jason; tiene un hermano mayor, John Jr. (Chip), y dos hermanas mayores, Mia y Susan. Él y su gemelo visitaron hospitales a menudo debido a ataques de neumonía. Estudió en Southeastern High School en el sur de Charleston, Ohio, y se graduó de Springfield Clark JVS. En 1993, se casó con Keisha, una exmodelo de la agencia de booker. La pareja tuvo 5 hijos: Isabella (diciembre de 1994), las gemelas Maya y Kaila (junio de 1997), Eva (marzo de 1999) y Jackson (enero de 2002). 
A finales de enero del 2008, Chambers admitió que sufría de trastorno del sueño biológico. El actor ha sido tratado clínicamente en el Los Ángeles UCLA Medical Center para tratar el agotamiento debido al trastorno después de un período de solo dormir 2 horas a la semana.
Comenzó su carrera como modelo, participando en una campaña de Calvin Klein, y posteriormente viajó a Nueva York para estudiar interpretación. Ha participado en varias películas, como Planes de boda (2001) -donde está enamorado del personaje de Jennifer López- o The Musketeer, aunque es reconocido por su papel del cirujano Alex Karev en Grey's Anatomyel cual se fue de la serie en la temporada 16.

## Filmografía

### Cine
| Año  | Título                                 | Rol                     | Notas        |
| ---- | -------------------------------------- | ----------------------- | ------------ |
| 1999 | Liberty Heights                        | Trey Tobelseted         |              |
| 2001 | The Wedding Planner                    | Massimo Lenzetti        |              |
| 2001 | The Musketeer                          | D'Artagnan              |              |
| 2002 | Leo                                    | Ryan Eames              |              |
| 2003 | For Which It Stands                    | German Soldier          | Cortometraje |
| 2005 | Southern Belles                        | Rhett Butler            |              |
| 2005 | The Zodiac                             | Inspector Matt Parish   |              |
| 2008 | Lakeview Terrace                       | Donnie Eaton            |              |
| 2010 | The Happiest Man Alive                 | Sherman                 | Cortometraje |
| 2013 | Broken City                            | Ryan Blake              |              |
| 2013 | Justice League: The Flashpoint Paradox | The Flash / Barry Allen | Voz          |

### Televisión
| Año       | Título               | Rol                       | Notas                                        |
| --------- | -------------------- | ------------------------- | -------------------------------------------- |
| 1995      | Another World        | Nicholas 'Nick' Hudson #1 | Episodio: "#1.7922"                          |
| 1996      | New York Undercover  | Officer Nick Caso         | Episodio: "Unis"                             |
| 1996      | Harvest of Fire      | George                    | Película de televisión                       |
| 1996      | Swift Justice        | Rick                      | Episodio: "Stones"                           |
| 1997      | Rose Hill            | Cole Clayborne            | Película de televisión                       |
| 1998      | Four Corners         | Caleb Haskell             | 2 episodios                                  |
| 1999      | Seasons of Love      | Adult Hocking             | Película de televisión                       |
| 2002      | Hysterical Blindness | Rick                      | Película de televisión                       |
| 2003      | Cold Case            | Chris Lassing             | Rol principal (temporada 1); 3 episodios     |
| 2004      | The Secret Service   | Charles Brody             | Piloto sin estrenar                          |
| 2005–2020 | Grey's Anatomy       | Dr. Alex Karev            | Elenco principal (season 1–16); 341 episodes |
| 2009      | Private Practice     | Dr. Alex Karev            | Episodio: "Ex-Life"                          |
| 2022      | The Offer            | Marlon Brando             | Miniserie                                    |